# Regionalny Park Krajobrazowy Roztocze Rawskie

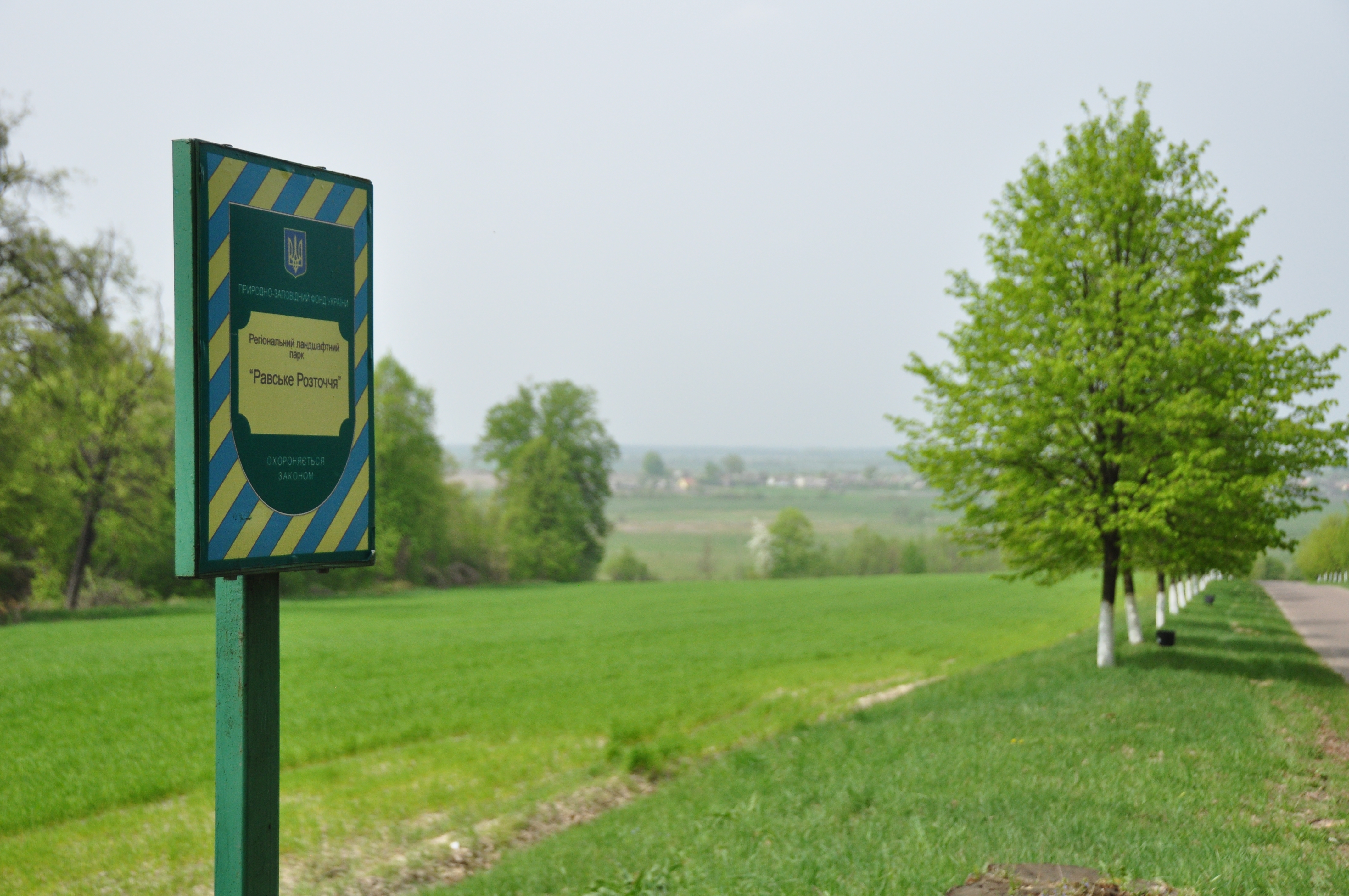

Regionalny Park Krajobrazowy "Roztocze Rawskie"  (ukr.: Регіональний ландшафтний парк "Равське Розточчя" ) - park krajobrazowy na Ukrainie, w obwodzie lwowskim, założony 13 czerwca 2007 r. na łącznej powierzchni 19 103 ha. Park utworzony został w celu zachowania naturalnego charakteru lasów sosnowych, bukowych i sosnowo-dębowo-bukowych oraz łąk i terenów bagiennych Roztocza Południowego. Na obszarze parku rosną gatunki roślin chronionych, m.in.: wroniec widlasty, lilia złotogłów, gnieźnik leśny, śnieżyczka przebiśnieg i obuwik pospolity. Występują tu takie zwierzęta jak: sarny, dziki, lisy, borsuki, piżmaki, kuny domowe oraz ptaki wpisane do Czerwonej Księgi Ukrainy: bocian czarny, gadożer i bielik. Regionalny Park Krajobrazowy "Roztocze Rawskie" jest częścią planowanego polsko-ukraińskiego Międzynarodowego Rezerwatu Biosfery "Roztocze".